# Zaqueo
Zaqueo (griego Ζακχαῖος, hebreo זכי, que significa ‘puro, inocente’) fue un publicano rico que aparece en el Nuevo Testamento —en Lucas 19, 1-10— cuando Jesucristo entra en Jericó, donde la producción y la exportación de bálsamo eran muy importantes. Al no poder ver a Jesús debido a su corta estatura, se sube a un árbol. Cuando Jesús lo ve, le dice que baje porque necesita hospedarse en su casa, sorprendiendo a la muchedumbre.

## Historia

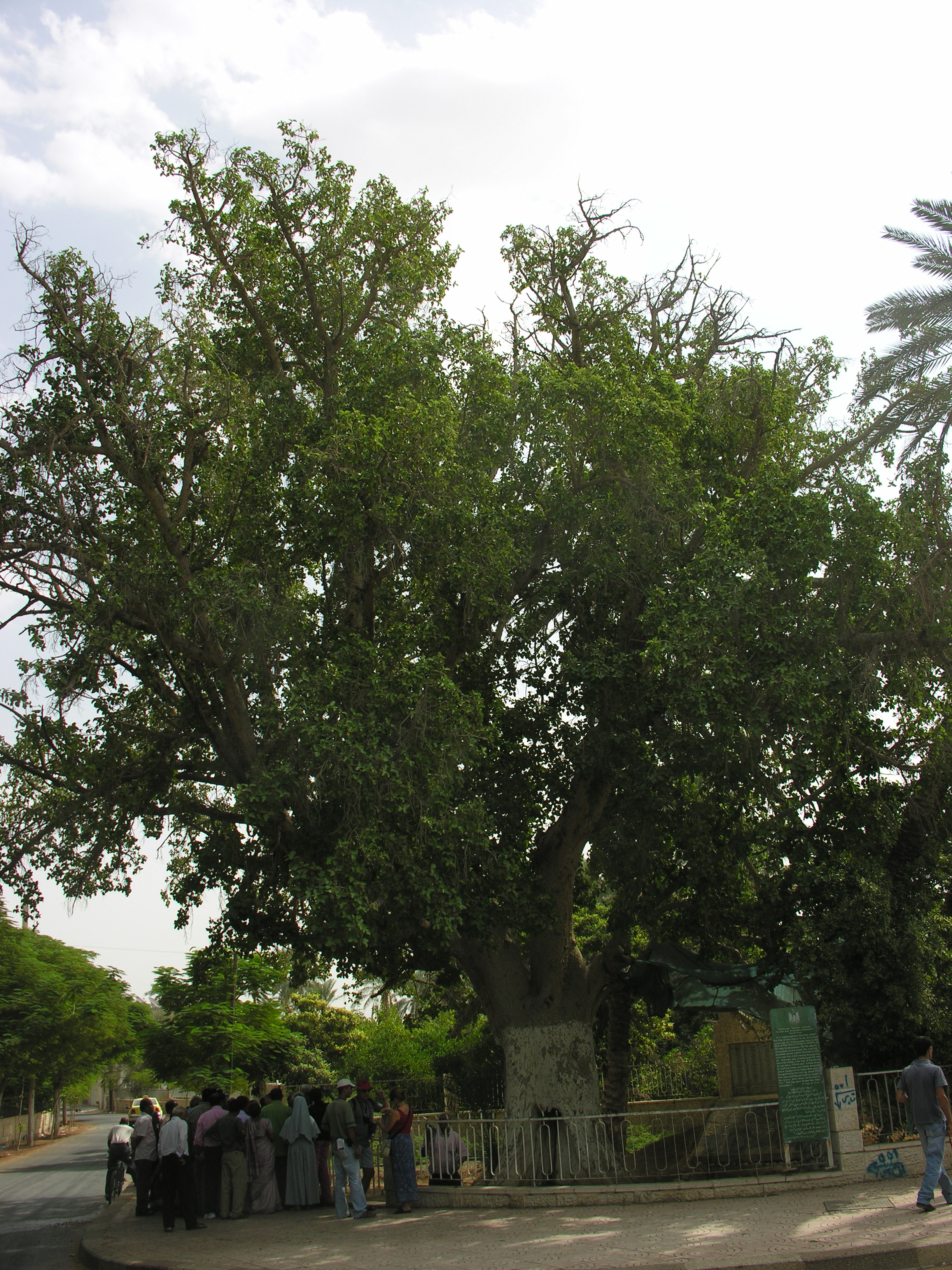
Higuera de Zaqueo en Jericó.

Este episodio suele llamarse la «conversión de Zaqueo». Zaqueo aparece en el Nuevo Testamento, en el Evangelio de Lucas (Lucas 19:1–10) cuando Jesucristo entra en Jericó. Era un publicano, jefe de recaudadores y muy rico. Los recaudadores trabajaban para los romanos y además pedían más dinero del que los romanos exigían haciéndose de esta manera ricos fácilmente, por lo que eran doblemente odiados. Zaqueo era bajo de estatura y por ese motivo, cuando Jesús entró en la ciudad de Jericó, todo el mundo se agolpó para verlo y él se quedó atrás y no llegaba a verlo. Entonces se adelantó y subió a una especie de higuera, un sicómoro (Ficus sycomorus), ya que iba a pasar delante de ella. Cuando Jesús llegó a aquel sitio, le dijo:

Zaqueo, baja pronto; porque conviene que hoy me quede yo en tu casa.

Ante esto el pueblo murmuró que se iba a hospedar en casa de un pecador. Zaqueo replica que dará a los pobres la mitad de lo que tiene, y si defraudó a alguien anteriormente le dará el cuádruple. Jesús responde que la salvación ha llegado a su casa porque él también es hijo de Abraham.

El Hijo del hombre ha venido a buscar lo que estaba perdido.

## Texto bíblico
El evangelista san Lucas en el cap. 19, 1-11, lo narra de la siguiente manera:

Entró en Jericó y atravesaba la ciudad. Había un hombre llamado Zaqueo, que era jefe de publicanos y rico. Intentaba ver a Jesús para conocerle, pero no podía a causa de la muchedumbre, porque era pequeño de estatura. Se adelantó corriendo y se subió a un sicómoro para verle, porque iba a pasar por allí. Cuando Jesús llegó al lugar, levantando la vista, le dijo: —Zaqueo, baja pronto, porque conviene que hoy me quede en tu casa. Bajó rápido y lo recibió con alegría. Al ver esto, todos murmuraban diciendo que había entrado entrado a hospedarse en casa de un pecador. Pero Zaqueo, de pie, le dijo al Señor: —Señor, doy la mitad de mis bienes a los pobres, y si he defraudado en algo a alguien le devuelvo cuatro veces más. Jesús le dijo: —Hoy ha llegado la salvación a esta casa, pues también éste es hijo de Abrahán; porque el Hijo del Hombre ha venido a buscar y salvar lo que estaba perdido.

## Interpretación de la Iglesia católica
El episodio ilustra la misericordia de Dios ante la conversión del pecador que describió el Señor en sus parábolas. Zaqueo es un hijo de Abraham (no pagano) que, sin embargo, parece que no vivía las condiciones de la Antigua alianza. Pero Jesús ha venido a salvar también a los descarriados. Por eso, ante el movimiento de curiosidad de Zaqueo, Jesús responde llamándole por su nombre y aceptándole junto a Él. El resultado de ese encuentro con Cristo es la alegría y la salvación. Varias enseñanzas se pueden sacar del episodio. 
En primer lugar, que el Señor busca las todas personas a pesar de su condición. Zaqueo pertenecía al oficio de los publicanos, recaudadores de impuestos los romanos; por esto eran odiados por el pueblo. De ahí que, si el Señor «elige a un jefe de publicanos, ¿quién desesperará de sí mismo cuando éste alcanza la gracia?» 
Después, la actitud de Zaqueo. Se descubre en las acciones del jefe de publicanos «porque era pequeño de estatura», «se adelantó corriendo y se subió a un sicómoro» algo más que curiosidad. Como la de Zaqueo, así ha de ser la búsqueda de Dios: sin falsa vergüenza ni miedo al qué dirán. «Convéncete de que el ridículo no existe para quien hace lo mejor» 
Al final, la correspondencia  de Zaqueo a la gracia. Con el propósito de devolver el cuádruple de lo que podía haber defraudado, cumple la Ley de Moisés, y además entrega la mitad de sus bienes: «Que aprendan los ricos que no consiste el mal en tener riquezas, sino en no usar bien de ellas; porque así como las riquezas son un impedimento para los malos, son también un medio de virtud para los buenos».

## Prácticas litúrgicas
En las Iglesias Iglesia ortodoxa, Ortodoxia de rito occidental, Iglesias católicas orientales e  Iglesias de tradición eslava, el relato evangélico de Zaqueo se lee el último domingo que precede al preparación litúrgica para la Gran Cuaresma, por lo que ese domingo se conoce como "Domingo de Zaqueo". Es la primera conmemoración de un nuevo ciclo pascual. El relato fue elegido para abrir el tiempo cuaresmal por dos aspectos exegéticos: La llamada de Jesús a Zaqueo para que baje del árbol (que simboliza la llamada divina a la humildad), y el posterior arrepentimiento de Zaqueo.
En la iglesia ortodoxa es proclamado como santo.
En las iglesias orientales de tradición greco-bizantina, el Domingo de Zaqueo puede caer antes que el domingo anterior a la Cuaresma.
En el cristianismo occidental, la perícopa evangélica sobre Zaqueo es la lectura de la Dedicación de una iglesia o de su aniversario. En el sur de Baviera, una bandera roja con una cruz blanca puede ondear en el exterior de una iglesia en su aniversario, por lo que se denomina bandera de Zaqueo.

## Lecciones espirituales
La historia de Zaqueo es utilizada por algunos para ilustrar el dicho de Jesús: "Bienaventurados los limpios de corazón, porque ellos verán a Dios" (Mateo 5:8), porque el nombre Zaqueo significa 'puro'. Zaqueo también se convierte en un contraste de carácter con el «joven rico» (KJV). Tanto Zaqueo como el joven rico eran hombres con riquezas, pero uno era apegado a las riquezas y no renunciaba a sus posesiones, mientras que el otro daba la mitad de sus posesiones para alimentar a los pobres.